# فدرلة الاتحاد الأوروبي

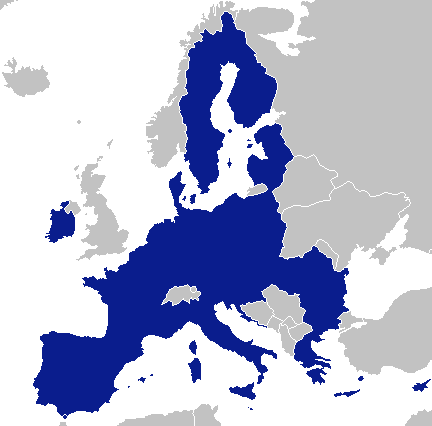
خريطة الاتحاد الأوروبي

يصف مفهوم فدرلة الاتحاد الأوروبي العمليات والمقترحات التي من شأنها تحويل الاتحاد الأوروبي من اتحاد كونفدرالي (اتحاد يجمع دولًا ذات سيادة) إلى اتحاد فدرالي (دولة اتحادية واحدة تملك حكومة مركزية، تتألف من عدد من الولايات الاتحادية المتمتعة بحكم ذاتي جزئي) هناك نقاشات جارية تخص مدى تحول الاتحاد الأوروبي بالفعل إلى اتحاد فدرالي على مدى عقود من الزمن، والأهم من ذلك، إلى أي مدى ينبغي له أن يستمر في التطور بالاتجاه الفدرالي حتى ديسمبر من العام 2020، لم يكن لدى الاتحاد الأوروبي أية خطط رسمية ليصبح اتحادًا فدراليًا.
منذ خمسينيات القرن العشرين، شهد التكامل الأوروبي تشكل اتحاد فوق وطني، مع ابتعاد مؤسساته عن مفهوم النزعة الحكومية الدولية البسيطة والاتجاه أكثر نحو النظام الفيدرالي. إلا أنه ومع إبرام معاهدة ماستريخت في عام 1992، أُدخلت عناصر حكومية دولية جديدة، إلى جانب الأنظمة الأكثر فدرالية، الأمر الذي زاد من صعوبة تعريف الاتحاد الأوروبي. إن الاتحاد الأوروبي، الذي يقوده نظام هجين من الحكم الدولي والنزعة فوق الوطنية، ليس اتحادًا فدراليًا ولا حتى كونفدراليًا، إلا أن عديدًا من المحللين الأكاديميين ينظرون إليه باعتباره يتمتع متمتعًا بخصائص النظام الفيدرالي.

## تاريخ
اكتسبت حركة شملت عموم أوروبا بعضًا من الزخم منذ ثلاثينيات القرن العشرين بإنشاء «الاتحاد الأوروبي الشامل»، استنادًا إلى بيان ريتشارد فون كودينهوف كاليرجي في عام 1923 باسم «بانيوروبا»، الذي قدم فكرة الدولة الأوروبية الموحدة. تعتبر تلك الحركة التي قادها كودينهوف كاليرجي، ثم أوتو فون هابسبورغ من بعده، أقدم حركة توحيد أوروبية. تأثر أريستيد برياند بأفكاره، وألقى خطابًا الاتحاد الأوروبي في عصبة الأمم في 8 سبتمبر من العام 1929، وفي العام 1930، كتب «مذكرة حول تشكيل نظام اتحاد فدرالي أوروبي» لحكومة فرنسا.
في نهاية الحرب العالمية الثانية، كان المناخ السياسي ملائمًا للوحدة في أوروبا الغربية، التي اعتبرها الكثيرون هروبًا من الأشكال المتطرفة للقومية التي دمرت القارة الأوروبية.
كان أحد المقترحات العملية الناجحة الأولى للتعاون الأوروبي في عام 1951 مع الجماعة الأوروبية للفحم والصلب. منذ ذلك الوقت، تطور المجتمع الأوروبي تدريجيًا إلى اتحاد يزخر بمختلف الجوانب السياسية تتطلع فيه الدول الأعضاء إلى الاستفادة من العمل سويًة.
إن عملية تجميع السلطات الحكومية الدولية، وتنسيق السياسات الوطنية، وإنشاء وإنفاذ المؤسسات فوق الوطنية، تسمى التكامل الأوروبي. بعيدًا عن الهدف غير الواضح في إنشاء «اتحاد أكثر تقاربًا» الذي ورد ضمن الإعلان الرسمي بشأن الاتحاد الأوروبي عام 1983، فإن الاتحاد (بمعنى الحكومات الأعضاء فيه) ليس لديه سياسة راهنة لإنشاء دولة فيدرالية.
تطرح فرضية «أوروبا متعددة السرعات» تصورات حول نمط بديل للتكامل الأوروبي، حيث تستطيع بلدان الاتحاد الأوروبي التي تتوق لاتحاد أوروبي أكثر تكاملًا التعجيل في عملية التكامل، في حين يمكن لدول أخرى المضيّ بوتيرة أبطأ، أو حتى إيقاف عملية التكامل بشكل كامل. من بين الأمثلة الواضحة حاليًا منطقة اليورو ومنطقة شنغن، التي لم تختر جميع الدول الأعضاء الانضمام إليها.

## الوضع الحالي
لا يُعتبر الاتحاد الأوروبي من الناحية القانونية (بحكم القانون) اتحادًا فدراليًا؛ وذلك على الرغم من أن العديد من الأكاديميين جادلوا بأنه يحتوي على بعض الخصائص الفدرالية.

إليكم وجهة نظر البروفيسور أر. دانيال كليمين من جامعة روتجرز حول كيفية تعامل العديد من العلماء مع القضية:
بعيدًا عن التحيز بأن الاتحاد الأوروبي مميز ولا مثيل له، ولكن علماء الفدرالية الآن يتعاملون بانتظام مع الاتحاد الأوروبي باعتباره حالة في دراساتهم المقارنة، (فريدمان-غولدشتاين (2001)، وفيليبوف، وأوردشوك، وشيفتسوفا (2004)، ورودن (2005)، وبيدنار (2006)، ولأهداف هذا التحليل، يتمتع الاتحاد الأوروبي بالحد الأدنى الضروري من سمات النظام الفدرالي، والأهم من ذلك، أن الاتحاد الأوروبي تسوده العديد من التوترات نفسها التي تعاني منها الأنظمة الفدرالية.
قال جوزيف إتش. إتش وايلر: «رسمت أوروبا علامتها التجارية الخاصة بالفدرالية الدستورية». يرى جان ميشيل جوسلين وآلان مارسيانو أن محكمة العدل الأوروبية هي القوة الأساسية وراء بناء نظام قانوني فدرالي في الاتحاد؛ إذ قال جوسلين: «كان التحول الكامل من كونفدرالية إلى فدرالية يتطلب استبدال سيادة الدول الأعضاء بشكل مباشر بسيادة المواطنين الأوروبيين مقابل الاتحاد، وأن الملامح الكونفدرالية والفدرالية ستتعايش في المشهد القضائي نتيجة لذلك».
قال توماس ريس وتانيا إيه بورزل، «يفتقر الاتحاد الأوروبي إلى سمتين هامتين فقط من سمات الفدرالية. تتمثل السمة الأولى بأن تبقى الدول الأعضاء «سادة» المعاهدات، أي تمتعها بالسلطة الحصرية لتعديل أو تغيير المعاهدات التأسيسية في الاتحاد الأوروبي. تتمثل السمة الثانية بافتقار الاتحاد الأوروبي إلى قدرة «ضريبة وإنفاق» حقيقية، وبعبارة أخرى، لا توجد فدرالية مالية».
جادل أكاديميون آخرون بأن الاتحاد الأوروبي من غير المرجح أن يتطور إلى دولة فدرالية موحدة. تبنى كليمين وجهة النظر هذه بنفسه، وشارك في كتابتها في مقالة مع آندي تارانت، وجادل فيها بأن القيود المفروضة على القدرة البيروقراطية للمؤسسات الأوروبية، مثل الحجم الصغير نسبيًا للمفوضية الأوروبية، تشكل عائقًا أمام إنشاء اتحاد أوروبي فيدرالي. قال الأكاديميون: «المعارضة السياسية الواسعة النطاق لإنشاء أي شيء يقترب من بيروقراطية تنفيذية كبيرة وموحدة في بروكسل قد أنهت منذ فترة طويلة آمال القلة الذين يؤوونهم في إنشاء دولة أوروبية عظمى». تتجسد بعض النقاط المشتركة في هذا السياق بأن الميزانية الأوروبية صغيرة جدًا، ولا تمول الكثير من النشاط الاقتصادي للاتحاد الأوروبي، وأن كل دولة عضو في الاتحاد الأوروبي لها علاقاتها الخارجية وجيشها الخاص، وأن الدول الأعضاء في الاتحاد الأوروبي غالبًا ما تقرر الانسحاب من الاتفاقيات التي تعارضها، وأن الدول الأعضاء ما تزال تحتفظ بالسيادة على عدد كبير من المناطق التي قد يُتوقع نقلها إلى سلطة فيدرالية بموجب نظام فيدرالي.
تتجسد إحدى الحقائق المهمة بأنه يجب على جميع الدول الأعضاء الموافقة على المعاهدات حتى لو كانت معاهدة معينة تحظى بدعم الغالبية العظمى من سكان الاتحاد الأوروبي. يمكن أن ترغب الدول الأعضاء أيضًا في الحصول على ضمانات ملزمة قانونيًا بأن معاهدة معينة لن تؤثر على موقف الدولة بشأن قضايا معينة.
يُعد استخدام كلمة «فدرالي» في حد ذاته سبب بعض الخلاف. وجد فاليري جيسكار ديستان معارضة من المملكة المتحدة لإدراج كلمة «فدرالية» في الدستور الأوروبي، فاستُبدلت بعد ذلك بكلمة «المجتمع».